# Roy Jones junior
Roy Levesta Jones junior (russisch Рой Левеста Джонс-младший, wiss. Transliteration Roj Levesta Džons-mladšij; * 16. Januar 1969 in Pensacola, Florida) ist ein ehemaliger US-amerikanisch-russischer Profiboxer und ehemaliger Weltmeister in fünf Gewichtsklassen (Mittelgewicht, Supermittelgewicht, Halbschwergewicht, Cruisergewicht und Schwergewicht).
Jones galt von 1989 bis 2003 als nahezu unbesiegbar und als bester Boxer der Welt nach der Klassifikation Pound for pound, der Kampfstärke in Relation zum Gewicht.

## Amateur
Roy Jones junior wurde seit frühester Kindheit von seinem Vater Roy Jones Sr., selbst ehemaliger Profiboxer, trainiert. Er gewann als Amateur 121 Kämpfe bei 13 Niederlagen. Er gewann 1986 die National Golden Gloves im Halbweltergewicht und 1987 die National Golden Gloves im Halbmittelgewicht.
1986 gewann er die Bronzemedaille im Halbweltergewicht bei den 1. Goodwill Games in Moskau, er unterlag erst im Halbfinale dem Weltmeister von 1989, Igor Ruschnikow aus der Sowjetunion. Bei der Junioren-Weltmeisterschaft auf Kuba 1987, verlor er gegen den Berliner Andy Liebing. Bei den National Golden Gloves 1988 verlor er gegen Gerald McClellan und erreichte den 3. Platz. Die Olympic Trials, das Qualifikationsturnier für die Olympischen Sommerspiele 1988 in Seoul, gewann er durch Finalsieg gegen den National Golden Glove Champion von 1986 im Weltergewicht und späteren Profi-Weltmeister Frankie Liles.
So nahm er im Alter von 19 Jahren als jüngstes Mitglied der US-amerikanischen Boxmannschaft an den Olympischen Spielen teil und erreichte dort das Finale im Halbmittelgewicht, ohne eine Runde zu verlieren. Den Kampf gegen den koreanischen Lokalmatador Si-hun Park dominierte er; Park wurde in der zweiten Runde angezählt. Dennoch verlor Jones den Kampf umstritten mit 2:3 Richterstimmen. Diese Entscheidung gilt als eines der extremsten Fehlurteile in der Geschichte des Amateurboxens. Als Ausgleich wurde Jones mit dem Val-Barker-Pokal als technisch bester Boxer der Spiele ausgezeichnet. Die drei Punktrichter wurden daraufhin suspendiert und es gilt als sicher, dass sie bestochen waren. Trotzdem blieb eine spätere Untersuchung durch das IOC ergebnislos.
Olympisches Resultat
- Sieg gegen M’tendere Makalamba (Malawi), K. o. in Runde 1
- Sieg gegen Michal Franek (Tschechoslowakei), 5:0
- Sieg gegen Jewgeni Saizew (Sowjetunion), 5:0
- Sieg gegen Richie Woodhall (Großbritannien), 5:0
- Niederlage gegen Si-hun Park, 2:3

## Profikarriere

### Anfänge
Nach den Olympischen Spielen wurde er Profi. Trotz vieler Angebote von Promotern blieb er unabhängig. Sein Vater war zunächst sein Trainer, Manager und Promoter. Ab Mitte 1992 wurde er von Alton Merkerson, Trainer der USA-Boxmannschaft bei den Olympischen Spielen 1988, betreut.
Er gewann seine ersten 17 Profikämpfe durch K. o., darunter gegen den späteren US-Meister Ron Amundsen, die ehemaligen US-Meister Rollin Williams und Art Serwano, den ehemaligen Amerikanisch-Kontinentalen Meister der WBC Ricky Stackhouse, sowie den mehrfachen Mexikanischen Meister und ehemaligen WBC-Weltmeister Jorge Vaca. Am 30. Juni 1992 folgte sein erster Punktesieg durch einstimmige Entscheidung gegen den späteren WBA-Weltmeister Jorge Fernando Castro, der bis dahin nur drei Niederlagen in 75 Profikämpfen hinnehmen musste. Am 18. August 1992 besiegte er den ungeschlagenen (24-0) Glenn Thomas durch technischen K. o. in Runde 8.
Am 5. Dezember 1992 gewann er den Amerikanisch-Kontinentalen Meistertitel der WBC durch technischen K. o. in der vierten Runde gegen Percy Harris. Am 13. Februar 1993 besiegte er den WM-Herausforderer Glenn Wolfe durch technischen K. o. in Runde 1 und fügte ihm damit die einzige vorzeitige Niederlage seiner Karriere zu.

### IBF-Weltmeister im Mittelgewicht
Am 22. Mai 1993 besiegte er im Kampf um den vakanten IBF-Weltmeistertitel den späteren Rekordboxer Bernard Hopkins durch eine einstimmige Punkteentscheidung. Es sollte bis dato Hopkins’ einzige klare Niederlage bleiben. Jones hatte sich vor diesem Kampf die rechte Hand verletzt. Am 14. August 1993 schlug er den späteren WBC-Weltmeister Thulani Malinga durch K. o. in Runde 6 und fügte ihm damit die erste vorzeitige Niederlage zu. Anschließend siegte er noch über den Venezolanischen Meister Fermin Chirino, sowie den Meister aus Puerto Rico, Danny Garcia. Seinen Weltmeistertitel verteidigte er am 27. Mai 1994 durch technischen K. o. in Runde 2 gegen Thomas Tate, ebenfalls dessen erste vorzeitige Niederlage.

### IBF-Weltmeister im Supermittelgewicht
Am 18. November 1994 gewann er den IBF-Weltmeistertitel in der nächsthöheren Gewichtsklasse, dem Supermittelgewicht, durch einstimmigen Punktesieg gegen den in 46 Profikämpfen ungeschlagenen Titelträger James Toney.
Am 18. März 1995 verteidigte er seinen Titel durch technischen K. o. in Runde 1 gegen Antoine Byrd und am 24. Juni 1995 durch technischen K. o. in Runde 6 gegen Vinny Pazienza, ehemaliger Weltmeister im Leicht- und Halbmittelgewicht. Am 30. September 1995 siegte er gegen den mehrfachen WM-Herausforderer Tony Thornton durch technischen K. o. in Runde 3 und am 12. Januar 1996 durch technischen K. o. in Runde 2 gegen den Nordamerika-Meister Merqui Sosa.
Am 15. Juni 1996 verteidigte er seinen Titel gegen den späteren WBC-Weltmeister Éric Lucas durch technischen K. o. in Runde 11, sowie am 4. Oktober 1996 durch technischen K. o. in der zweiten Runde gegen den ungeschlagenen Bryant Brannon. Zu dem Zeitpunkt war er so dominant in der Gewichtsklasse, dass er noch wenige Stunden vor seiner Titelverteidigung gegen Éric Lucas ein semiprofessionelles Basketballspiel bestritt.

### WBC-Weltmeister im Halbschwergewicht
Nach seinem Aufstieg ins Halbschwergewicht gewann er bereits am 22. November 1996 die Interimweltmeisterschaft der WBC durch einstimmigen Punktesieg gegen Mike McCallum, ehemaliger WBA-Weltmeister im Halbmittel- und Mittelgewicht sowie ehemaliger WBC-Weltmeister im Halbschwergewicht...
Im März 1997 wurde er zum amtierenden WBC-Weltmeister ernannt und bestritt am 21. März 1997 seine erste Titelverteidigung gegen den ungeschlagenen Montell Griffin, der jeden seiner 26 Profikämpfe gewann, davon 18 durch Knockout. Jones hatte bis dahin jeden seiner 34 Profikämpfe gewonnen, davon 29 durch Knockout. Jones ging als haushoher Favorit in den Kampf und dominierte das Duell, in Runde 7 ging Griffin erstmals zu Boden und wurde angezählt. In Runde 9 gelang Jones ein erneuter Niederschlag, er schlug aber gegen den bereits knienden Griffin zwei Mal nach und wurde dafür disqualifiziert. Da die Niederlage jedoch nicht von einem Gegner, sondern durch ein Foul verursacht wurde, nahm sein Ruf als bester Boxer seiner Gewichtsklasse dennoch keinen Schaden. Jones begründete das Foul damit, dass sich Griffin während des Kampfes mehrmals ungewöhnlich tief abgeduckt hatte, um danach zurückzuschlagen. Um diesem Zurückschlagen zuvorzukommen, hätte er nachgesetzt, ohne bemerkt zu haben, dass Griffin bereits mit einem Knie auf dem Boden war. Diese Erklärung wurde von Experten allerdings mit Skepsis aufgenommen, da sich Griffin zum Zeitpunkt des zweiten Niederschlags aufrecht hielt und ohne jede Deckung war. Den direkten Rückkampf gegen Griffin gewann Jones am 7. August desselben Jahres durch einen spektakulären K. o.-Sieg in der ersten Runde.
Am 25. April 1998 schlug er Virgil Hill in einem Nicht-Titelkampf durch einen Körpertreffer in der vierten Runde K. o., die erste vorzeitige Niederlage in Hills Karriere. Am 18. Juli 1998 gewann er zusätzlich noch den Weltmeistertitel der WBA durch einstimmigen Punktesieg gegen Lou Del Valle und verteidigte beide Titel noch vorzeitig gegen den ehemaligen WBO-Weltmeister Otis Grant und Richard Frazier.
Am 5. Juni 1999 schlug er Reggie Johnson durch einstimmigen Punktesieg und vereinigte damit die Weltmeistertitel der WBC, WBA sowie IBF und hielt damit drei der vier anerkannten WM-Titel einer Gewichtsklasse. Nur zu einem Kampf mit dem WBO-Titelträger und linearen Halbschwergewichtsweltmeister Dariusz Michalczewski kam es nie.
Seine Titel verteidigte er gegen US-Meister David Telesco und Ex-WBA-Weltmeister Richard Hall, ehe er sich am 9. September 2000 auch noch den IBO-Weltmeistertitel durch technischen K. o. in Runde 10 gegen Eric Harding sicherte. Am 24. Februar 2001 siegte er als erster Boxer vorzeitig gegen den aufstrebenden Derrick Harmon und besiegte anschließend den ungeschlagenen, späteren WBO-Weltmeister Julio González und den ebenfalls ungeschlagenen Glen Kelly. Am 7. September 2002 besiegte er noch den ehemaligen Europameister und späteren IBF-Weltmeister Clinton Woods durch technischen K. o. in Runde 6.
Obwohl es nie zu dem prestigeträchtigen Duell gegen Michalczewski kam, wird Jones als der zu dieser Zeit stärkere Boxer angesehen. So gewann er gegen Julio González, der als Erster Michalczewski besiegte, jede Runde und hatte ihn mehrfach am Boden. Auch in anderen Quervergleichen sah man Jones weitaus dominanter. So spielte er beispielsweise mit Richard Hall nach Belieben und hatte ihn bereits in der ersten Runde dreimal am Boden – Michalczewski gelang dies in zwei aufreibenden Kämpfen gegen Hall nicht ein einziges Mal und war im Gegensatz zu Jones, der von Hall nahezu gar nicht getroffen wurde, nach beiden Duellen stark gezeichnet. Allerdings wurden in diesem Kampf sowohl Hall als auch Jones in der A-Probe positiv auf anabole Steroide getestet. Die B-Probe wurde jedoch nie überprüft und der Dopingbefund blieb ohne Konsequenzen.
Jones galt als das Maß aller Dinge im Halbschwergewicht und hatte bis zu seinem Aufstieg ins Schwergewicht, drei der vier einflussreichsten Weltmeistertitel einer Gewichtsklasse (WBC, IBF, WBA), sowie die Weltmeistertitel der WBF, IBA und IBO zugesprochen bekommen.

### WBA-Weltmeister im Schwergewicht
Sein größtes Kunststück gelang ihm im Jahre 2003, als er den direkten Sprung vom Halbschwergewicht ins Schwergewicht wagte. Der Aufstieg in die nächsthöhere Gewichtsklasse (Cruisergewicht), welche zur damaligen Zeit schwach besetzt war, wurde von Jones ausgelassen, damit er sich direkt einen Titel in der Königsklasse (Schwergewicht) sichern konnte. Dies gelang ihm am 1. März 2003 mit einem hohen Punktesieg über John Ruiz; während des ganzen Kampfes geriet Jones nie auch nur in Schwierigkeiten. Dabei demonstrierte er seine Überlegenheit vor allem durch seine Schnelligkeit, wie von einem ehemaligen Halbschwergewichtler nicht anders zu erwarten war, aber auch durch Schlagkraft, die Ruiz unter anderem in der vierten Runde deutlich zu spüren bekam. Etwas Vergleichbares gelang nur zwei Boxern in der Boxgeschichte, unter anderem 1985 Michael Spinks, mit einem knappen Punktsieg über den damals ungeschlagenen Schwergewichtsweltmeister Larry Holmes. Manche Journalisten vermuteten, dass durch den schmeichelhaften Punktsieg für Spinks verhindert werden sollte, dass Holmes den legendären Siegerekord von Rocky Marciano (49-0) einstellte. Jones besiegte zweifelsohne nicht den anerkannt stärksten Schwergewichtsweltmeister – das wäre zu diesem Zeitpunkt sicherlich Lennox Lewis gewesen – aber dafür kamen bezüglich der Legitimität seines Titelgewinns keinerlei Diskussionen auf, obwohl er gegenüber Ruiz fast zehn Zentimeter kleiner und über 15 kg leichter war. „Sein Sieg hebt sich so gesehen von den beiden historischen Vorgängern ab, weil es von den Körpermaßen her als einziges dem Duell 'David gegen Goliath' gleicht – Bob Fitzsimmons trat 1896 gegen einen nur 80 kg schweren Champion James J. Corbett an und Spinks hatte mit 1,90 m dieselbe Körpergröße wie Holmes.“

### Zurück im Halbschwergewicht

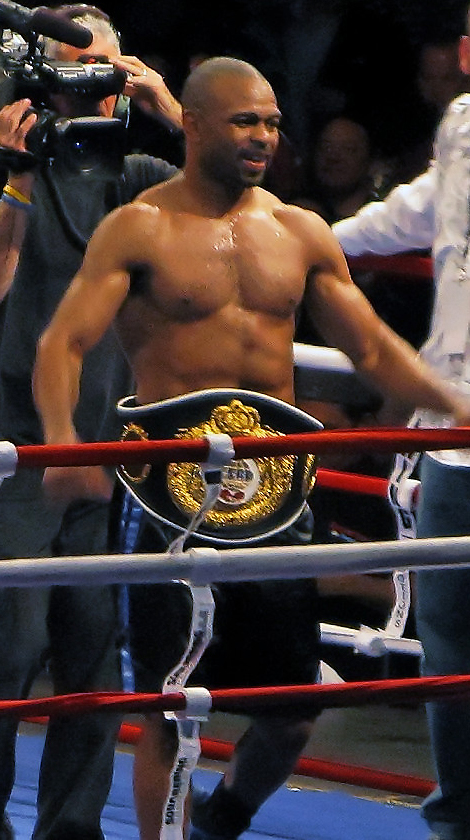

Nun ging Jones eine weitere Herausforderung ein: Herausgefordert von Antonio Tarver, trainierte er sein Gewicht in einigen Monaten wieder um acht Kilogramm herunter, um erneut den Weltmeistertitel im Halbschwergewicht zu gewinnen. Viele Experten bewerteten dies als einen sehr riskanten Schritt, hatte doch Sugar Ray Leonard bei seinem Versuch, vom Supermittel- in seine angestammte Klasse Halbmittelgewicht zurückzukehren, wenig Erfolg gehabt und hoch nach Punkten gegen Terry Norris verloren, der Substanzverlust war zu groß. Nach einem ausgeglichenen Gefecht Jones-Tarver lautete das Urteil: 114:114, 117:111 und 116:112 für Jones. Somit wurde Jones am 8. November 2003 Halbschwergewichtsweltmeister nach Version der WBC, WBA sowie IBO und schrieb damit ein weiteres Mal Geschichte.
Da viele Zuschauer das Urteil für umstritten hielten, wurden Stimmen nach einem Rückkampf laut. Jones wollte seine Karriere eigentlich mit einem Kampf gegen Mike Tyson beenden, aber dieser Kampf sollte nie zustande kommen. Jones machte seine rapide Gewichtsabnahme für seine unerwartet blasse Vorstellung gegen Tarver verantwortlich und wollte sich und seine Kritiker durch einen klaren Sieg im Rückkampf davon überzeugen. Am 15. Mai 2004 gab es deshalb einen Rückkampf zwischen Jones und Tarver, in dem sich Tarver völlig überraschend durch einen K. o.-Sieg in der zweiten Runde den Weltmeistertitel zurückholte und Jones’ Mythos der Unbesiegbarkeit zerstörte. Trotz der anfänglichen Bewunderung musste sich Tarver zunehmend Kritik gefallen lassen, dass es sich bei dem K. o.-Schlag um seinen ersten Treffer und um einen sogenannten „Lucky Punch“ handelte, bei dem er sogar die Augen geschlossen hatte. So betitelte Bernard Hopkins ihn vor ihrem Duell im Jahr 2006 als „One-Hit-Wonder“.
Von dieser Niederlage konnte sich Jones nie richtig erholen, sie gilt als Wendepunkt seiner Karriere. Am 25. September 2004 verlor er erneut, diesmal gegen den nicht gerade als schlagkräftig bekannten Jamaikaner Glen Johnson in der neunten Runde durch einen weiteren schweren K. o. Auffällig waren Jones’ Lethargie und eine nicht vorhandene Bereitschaft überhaupt zurückzuschlagen.
Am 1. Oktober 2005 kam es zum dritten Duell um die IBA- und IBO-Titel zwischen Roy Jones junior und Tarver. Der Kampf ging über die volle Distanz von zwölf Runden und die Punktrichter sahen den amtierenden Weltmeister Tarver eindeutig nach Punkten vorne. Auffallend in diesem Kampf war die ungewohnt vorsichtige Boxweise von Jones. Nach dem Kampf gab er zu, dass es in diesem Kampf sein primäres Ziel war, sich selbst zu beweisen, dass er die zwölf Runden in seinem gewohnten Stil überstehen kann, ohne in Bedrängnis zu geraten. Dennoch erlitt er so die dritte Niederlage in Folge und seine vierte Niederlage überhaupt.
Einige Zeit nach diesem Kampf äußerte sich Jones zu dieser Niederlage und beschuldigte seinen Vater dafür, der ihn bei diesem Kampf betreut hatte. Zuvor war Alton Merkerson sein langjähriger Trainer. Jones habe absichtlich verloren, damit sein Vater nicht den Ruhm im Falle eines Sieges abbekäme.

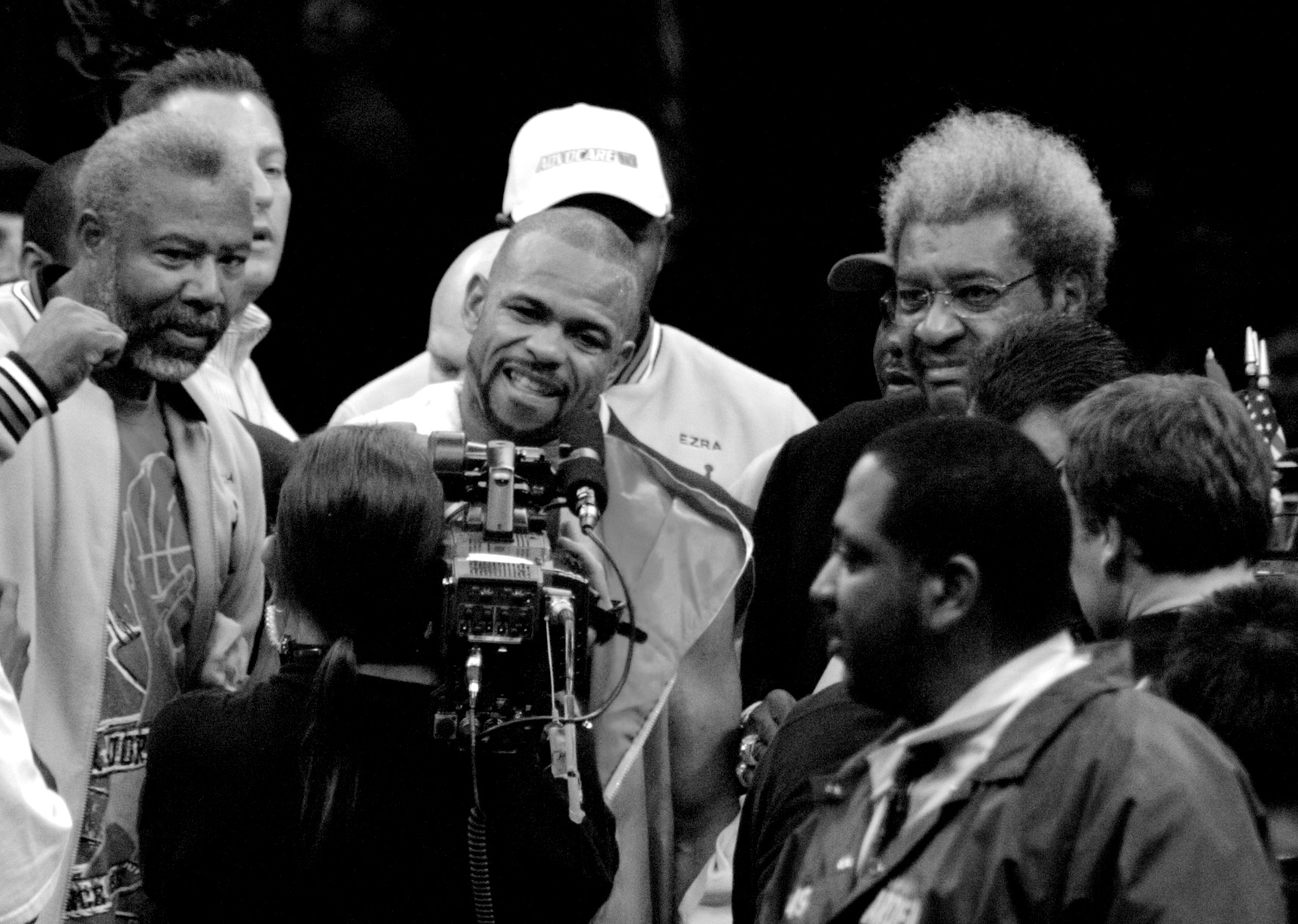
Roy Jones 2008 nach seinem Punktsieg gegen Félix Trinidad

Am 29. Juli 2006 traf er dann auf Prince Badi Ajamu. Jones ging als Sieger aus dem Kampf hervor. Der Kampf ging über die volle Distanz und Jones gewann klar nach Punkten. Am 14. Juli 2007 fand der Kampf gegen Anthony Hanshaw statt, wo Jones einmal mehr seine Klasse hat aufblitzen lassen und nach zwölf Runden klar gewann. In der elften Runde hatte er seinen Gegner am Boden. Am 19. Januar 2008 kämpfte Roy Jones gegen Félix Trinidad im Madison Square Garden in New York. Jones besiegte Trinidad, der nach über zwei Jahren Ringabstinenz sein Comeback gab, einstimmig.
Am 8. November 2008 kam es zum Kampf gegen den ungeschlagenen, früheren Supermittelgewichtsweltmeister Joe Calzaghe. Obwohl Jones Calzaghe in der ersten Runde zu Boden schlagen konnte, verlor er diesen Kampf letztlich deutlich nach Punkten. Anschließend besiegte Jones im März 2009 Omar Sheika durch K. o. in der fünften Runde. Am 15. August 2009 konnte Jones den ehemaligen IBF-Supermittelgewicht-Titelträger Jeff Lacy nach Aufgabe durch dessen Ringecke in der zehnten Runde bezwingen. Lacy hatte bis dahin noch keine vorzeitige Niederlage erleiden müssen.
Am 25. September 2009 gaben Jones und Bernard Hopkins bekannt, einen Kampf im Frühjahr 2010 austragen zu wollen, sofern Jones den Australier Danny Green besiege. Am 2. Dezember 2009 wurde Jones von Green in Sydney aber bereits in der ersten Runde durch technischen K. o. geschlagen. Trotz der Niederlage trat Jones am 3. April 2010 in Las Vegas zum Duell gegen den mittlerweile 45-jährigen Hopkins an. Jones verlor die Begegnung, 17 Jahre nach ihrem ersten Aufeinandertreffen im Mittelgewicht, über zwölf Runden deutlich nach Punkten.
Am 21. Mai 2011 verlor er in Moskau gegen den Russen Denis Lebedew durch K. o. in Runde 10. Den darauffolgenden Kampf am 10. Dezember 2011 gegen Max Alexander (14-5) gewann er nach zehn Runden einstimmig nach Punkten.
Am 30. Juni 2012 gewann er gegen den ungeschlagenen Polen Paweł Głażewski (17-0) nach Punkten. Es folgten sechs Siege in Russland, Lettland und den USA, ehe er im Dezember 2015 gegen Enzo Maccarinelli verlor. Im März 2016 gewann er durch K. o. gegen den MMA-Kämpfer Vyron Phillips, der durch ein Zuschauervoting zum Gegner von Jones bestimmt worden war und mit einem Sieg 100.000 Dollar gewonnen hätte.

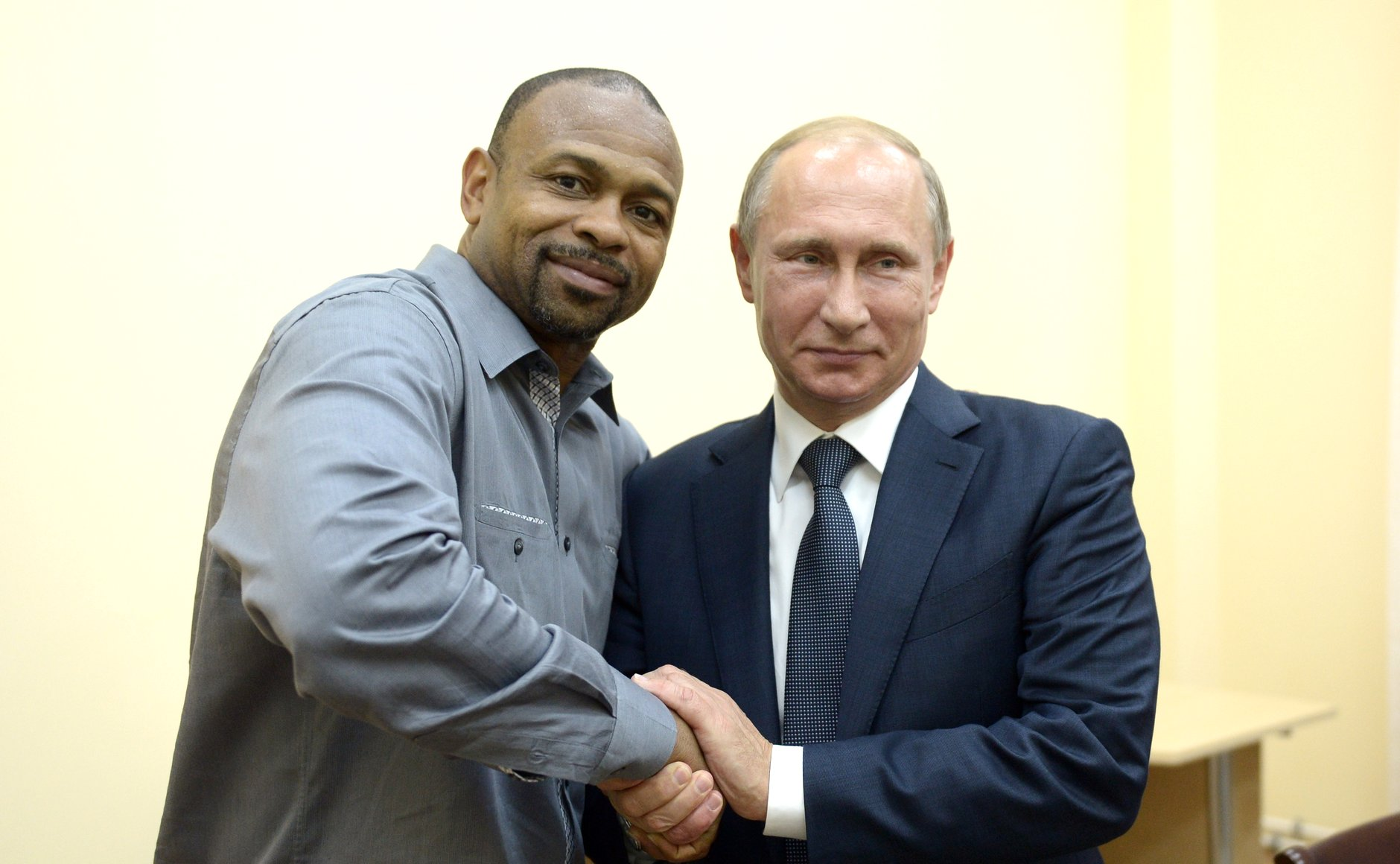
Roy Jones Jr. mit dem russischen Präsidenten Wladimir Putin, 2015

Im Februar 2017 gewann Roy Jones junior den vakanten Cruisergewicht-Weltmeisterschaftstitel der WBF, indem er Bobby Gunn durch ein technisches K.o in der achten Runde besiegte.

### Titel
Weltmeistertitel
- 22. Mai 1993: IBF-Weltmeister im Mittelgewicht (1 Titelverteidigung)
- 18. November 1994: IBF-Weltmeister im Supermittelgewicht (5 Titelverteidigungen)
- 22. November 1996: WBC-Interims-Weltmeister im Halbschwergewicht
- 7. August 1997: WBC-Weltmeister im Halbschwergewicht (12 Titelverteidigungen)
- 18. Juli 1998: WBA-Weltmeister im Halbschwergewicht (11 Titelverteidigungen)
- 5. Juni 1999: IBF-Weltmeister im Halbschwergewicht (7 Titelverteidigungen)
- 9. September 2000: IBO-Weltmeister im Halbschwergewicht (5 Titelverteidigungen)
- 28. Juli 2001: WBF-Weltmeister im Halbschwergewicht (2 Titelverteidigungen)
- 28. Juli 2001: IBA-Weltmeister im Halbschwergewicht (2 Titelverteidigungen)
- 1. März 2003: WBA-Weltmeister im Schwergewicht
- 14. Juli 2007: IBC-Weltmeister im Halbschwergewicht
- 17. Februar 2017: WBF-Weltmeister im Cruisergewicht

weitere Titel
- 5. Dezember 1992: WBC-Continental Americas Champion im Supermittelgewicht
- 24. Februar 2001: NBA-National Boxing Champion im Halbschwergewicht (3 Titelverteidigungen)
- 29. Juli 2006: WBO-North American Boxing Champion im Halbschwergewicht
- 21. März 2009: WBO-North American Boxing Champion im Halbschwergewicht (1 Titelverteidigung)
- 10. Dezember 2011: UBO-Intercontinental Champion im Cruisergewicht
- 21. Dezember 2013: WBU-Champion im Cruisergewicht (3 Titelverteidigungen)

## Liste der Profikämpfe
| 66 Siege (47 K.-o.-Siege), 9 Niederlagen, 0 Unentschieden |               |                                                           | |                                               |
| Jahr                                                      | Tag           | Ort                                                       | Gegner | Ergebnis für Jones junior                     |
| 1989                                                      | 6. Mai        | Civic Center, Pensacola (Florida), USA                    | Ricky Randall | Sieg / TKO 2. Runde                           |
| 1989                                                      | 11. Juni      | Trump Plaza Hotel, Atlantic City (New Jersey), USA        | Stephan Johnson | Sieg / TKO 8. Runde                           |
| 1989                                                      | 3. September  | Civic Center, Pensacola (Florida), USA                    | Ron Amundsen | Sieg / TKO 7. Runde                           |
| 1989                                                      | 30. November  | Bayfront Auditorium, Pensacola (Florida), USA             | David McCluskey | Sieg / TKO 3. Runde                           |
| 1990                                                      | 8. Januar     | County Fairgrounds, Mobile (Alabama), USA                 | Joe Edens | Sieg / KO 2. Runde                            |
| 1990                                                      | 28. Februar   | Interstate Fairgrounds, Pensacola (Florida), USA          | Billy Mitchem | Sieg / TKO 2. Runde                           |
| 1990                                                      | 28. März      | Interstate Fairgrounds, Pensacola (Florida), USA          | Knox Brown | Sieg / TKO 3. Runde                           |
| 1990                                                      | 11. Mai       | Bayfront Auditorium, Pensacola (Florida), USA             | Ron Johnson | Sieg / KO 2. Runde                            |
| 1990                                                      | 14. Juli      | Bayfront Auditorium, Pensacola (Florida), USA             | Tony Waddles | Sieg / KO 1. Runde                            |
| 1990                                                      | 25. September | Interstate Fairgrounds, Pensacola (Florida), USA          | Rollin Williams | Sieg / KO 4. Runde                            |
| 1990                                                      | 8. November   | Bayfront Auditorium, Pensacola (Florida), USA             | Reggie Miller | Sieg / TKO 5. Runde                           |
| 1991                                                      | 31. Januar    | Bayfront Auditorium, Pensacola (Florida), USA             | Ricky Stackhouse | Sieg / KO 1. Runde                            |
| 1991                                                      | 13. April     | Bayfront Auditorium, Pensacola (Florida), USA             | Eddie Evans | Sieg / TKO 3. Runde                           |
| 1991                                                      | 3. August     | Interstate Fairgrounds, Pensacola (Florida), USA          | Kevin Daigle | Sieg / TKO 2. Runde                           |
| 1991                                                      | 31. August    | Interstate Fairgrounds, Pensacola (Florida), USA          | Lester Yarbrough | Sieg / KO 8. Runde                            |
| 1992                                                      | 10. Januar    | Paramount Theatre, New York City, USA                     | Jorge Vaca | Sieg / KO 1. Runde                            |
| 1992                                                      | 3. April      | Reno-Sports Convention Center, Reno (Nevada), USA         | Art Serwano | Sieg / TKO 1. Runde                           |
| 1992                                                      | 30. Juni      | Civic Center, Pensacola (Florida), USA                    | Jorge Fernando Castro                                                                                                 | Punktsieg / 10 Runden                         |
| 1992                                                      | 18. August    | Bayfront Auditorium, Pensacola (Florida), USA             | Glenn Thomas | Sieg / TKO 8. Runde                           |
| 1992                                                      | 5. Dezember   | Trump Taj Mahal, Atlantic City (New Jersey), USA          | Percy Harris WBC-Continental Super Mittelgewicht-Meisterschaft                                                        | Sieg / TKO 4. Runde                           |
| 1993                                                      | 13. Februar   | Caesars Palace, Las Vegas (Nevada), USA                   | Glenn Wolfe | Sieg / TKO 1. Runde                           |
| 1993                                                      | 22. Mai       | RFK Stadium, Washington, USA                              | Bernard Hopkins vakante IBF-Mittelgewicht-Weltmeisterschaft                                                           | Punktsieg (einstimmig) / 12 Runden            |
| 1993                                                      | 14. August    | Casino Magic 500, Mississippi, USA                        | Thulani Malinga | Sieg / KO 6. Runde                            |
| 1993                                                      | 30. November  | Civic Center, Pensacola (Florida), USA                    | Fermin Chirino | Punktsieg / 10 Runden                         |
| 1994                                                      | 22. März      | U of West Florida Field House, Pensacola (Florida), USA   | Danny Garcia | Sieg / KO 6. Runde                            |
| 1994                                                      | 27. Mai       | MGM Grand Garden Arena, Las Vegas, USA                    | Thomas Tate IBF-Mittelgewicht-Titelverteidigung                                                                       | Sieg / TKO 2. Runde                           |
| 1994                                                      | 18. November  | MGM Grand Hotel, Las Vegas, USA                           | James Toney IBF-Super Mittelgewicht-Weltmeisterschaft                                                                 | Punktsieg (einstimmig) / 12 Runden            |
| 1995                                                      | 18. März      | Civic Center, Pensacola (Florida), USA                    | Antoine Byrd IBF-Super Mittelgewicht-Titelverteidigung                                                                | Sieg / TKO 1. Runde                           |
| 1995                                                      | 24. Juni      | Convention Center, Atlantic City (New Jersey), USA        | Vinny Pazienza IBF-Super Mittelgewicht-Titelverteidigung                                                              | Sieg / TKO 6. Runde                           |
| 1995                                                      | 30. September | Civic Center, Pensacola (Florida), USA                    | Tony Thornton IBF-Super Mittelgewicht-Titelverteidigung                                                               | Sieg / TKO 3. Runde                           |
| 1996                                                      | 12. Januar    | Madison Square Garden, New York City, USA                 | Merqui Sosa | Sieg / TKO 2. Runde                           |
| 1996                                                      | 15. Juni      | Coliseum, Jacksonville (Florida), USA                     | Eric Lucas IBF-Super Mittelgewicht-Titelverteidigung                                                                  | Sieg / Aufgabe 11. Runde                      |
| 1996                                                      | 4. Oktober    | Madison Square Garden Theater, New York City, USA         | Bryant Brannon IBF-Super Mittelgewicht-Titelverteidigung                                                              | Sieg / TKO 2. Runde                           |
| 1996                                                      | 22. November  | Ice Palace, Tampa (Florida), USA                          | Mike McCallum interim WBC-Halbschwergewicht-Weltmeisterschaft                                                         | Punktsieg (einstimmig) / 12 Runden            |
| 1997                                                      | 21. März      | Taj Mahal Hotel & Casino, Atlantic City (New Jersey), USA | Montell Griffin WBC-Halbschwergewicht-Weltmeisterschaft                                                               | Niederlage / Disqualifikation 9. Runde        |
| 1997                                                      | 7. August     | Foxwoods Resort, Mashantucket, USA                        | Montell Griffin WBC-Halbschwergewicht-Weltmeisterschaft                                                               | Sieg / KO 1. Runde                            |
| 1998                                                      | 25. April     | Coast Coliseum, Biloxi (Mississippi), USA                 | Virgil Hill | Sieg / KO 4. Runde                            |
| 1998                                                      | 18. Juli      | Madison Square Garden Theater, New York City, USA         | Lou Del Valle WBA/WBC-Halbschwergewicht-Titelvereinigung                                                              | Punktsieg (einstimmig) / 12 Runden            |
| 1998                                                      | 14. November  | Foxwoods Resort, Mashantucket, USA                        | Otis Grant WBA/WBC-Halbschwergewicht-Titelverteidigung                                                                | Sieg / TKO 10. Runde                          |
| 1999                                                      | 9. Januar     | Civic Center, Pensacola (Florida), USA                    | Richard Frazier WBA/WBC-Halbschwergewicht-Titelverteidigung                                                           | Sieg / TKO 2. Runde                           |
| 1999                                                      | 5. Juni       | Grand Casino, Biloxi (Mississippi), USA                   | Reggie Johnson IBF/WBA/WBC-Halbschwergewicht-Titelvereinigung                                                         | Punktsieg (einstimmig) / 12 Runden            |
| 2000                                                      | 15. Januar    | Radio City Music Hall, New York City, USA                 | David Telesco IBF/WBA/WBC-Halbschwergewicht-Titelverteidigung                                                         | Punktsieg (einstimmig) / 12 Runden            |
| 2000                                                      | 13. Mai       | Conseco Fieldhouse, Indianapolis, USA                     | Richard Hall IBF/WBA/WBC-Halbschwergewicht-Titelverteidigung                                                          | Sieg / TKO 11. Runde                          |
| 2000                                                      | 9. September  | New Orleans Arena, New Orleans, USA                       | Eric Harding IBF/IBO/WBA/WBC-Halbschwergewicht-Titelvereinigung                                                       | Sieg / Aufgabe 10. Runde                      |
| 2001                                                      | 24. Februar   | Ice Palace, Tampa (Florida), USA                          | Derrick Harmon IBF/IBO/WBA/WBC-Halbschwergewicht-Titelverteidigung                                                    | Sieg / Aufgabe 10. Runde                      |
| 2001                                                      | 28. Juli      | Staples Center, Los Angeles, USA                          | Julio González IBF/IBO/WBA/WBC/WBF-Halbschwergewicht-Titelvereinigung vakante IBA-Halbschwergewicht-Weltmeisterschaft | Punktsieg (einstimmig) / 12 Runden            |
| 2002                                                      | 2. Februar    | American Airlines Arena, Miami, USA                       | Glen Kelly IBA/IBF/IBO/WBA/WBC/WBF-Halbschwergewicht-Titelverteidigung                                                | Sieg / KO 7. Runde                            |
| 2002                                                      | 7. September  | Rose Garden Arena, Portland (Oregon), USA                 | Clinton Woods IBA/IBF/IBO/WBA/WBC/WBF-Halbschwergewicht-Titelverteidigung                                             | Sieg / TKO 6. Runde                           |
| 2003                                                      | 1. März       | Thomas & Mack Center, Las Vegas, USA                      | John Ruiz WBA-Schwergewicht-Weltmeisterschaft                                                                         | Punktsieg (einstimmig) / 12 Runden            |
| 2003                                                      | 8. November   | Mandalay Bay Resort and Casino, Las Vegas, USA            | Antonio Tarver IBO/WBA/WBC-Halbschwergewicht-Titelvereinigung                                                         | Punktsieg (Mehrheitsentscheidung) / 12 Runden |
| 2004                                                      | 15. Mai       | Mandalay Bay Resort and Casino, Las Vegas, USA            | Antonio Tarver IBA/IBO/WBA/WBC-Halbschwergewicht-Titelverteidigung vakante WBF-Halbschwergewicht-Weltmeisterschaft    | Niederlage / TKO 2. Runde                     |
| 2004                                                      | 25. September | FedExForum, Memphis (Tennessee), USA                      | Glen Johnson IBF-Halbschwergewicht-Weltmeisterschaft                                                                  | Niederlage / KO 9. Runde                      |
| 2005                                                      | 1. Oktober    | St. Pete Times Forum, Tampa (Florida), USA                | Antonio Tarver IBO-Halbschwergewicht-Weltmeisterschaft                                                                | Punktniederlage (einstimmig) / 12 Runden      |
| 2006                                                      | 29. Juli      | Qwest Arena, Boise, USA                                   | Prince Badi Ajamu WBO-NABO-Halbschwergewicht-Meisterschaft                                                            | Punktsieg (einstimmig) / 12 Runden            |
| 2007                                                      | 14. Juli      | Mississippi Coast Coliseum, Biloxi (Mississippi), USA     | Anthony Hanshaw vakante IBC-Halbschwergewicht-Meisterschaft                                                           | Punktsieg (einstimmig) / 12 Runden            |
| 2008                                                      | 19. Januar    | Madison Square Garden, New York City, USA                 | Félix Trinidad | Punktsieg (einstimmig) / 12 Runden            |
| 2008                                                      | 8. November   | Madison Square Garden, New York City, USA                 | Joe Calzaghe | Punktniederlage (einstimmig) / 12 Runden      |
| 2009                                                      | 21. März      | Civic Center, Pensacola (Florida), USA                    | Omar Sheika WBO-NABO-Halbschwergewicht-Meisterschaft                                                                  | Sieg / TKO 5. Runde                           |
| 2009                                                      | 15. August    | Coast Coliseum, Biloxi (Mississippi), USA                 | Jeff Lacy WBO-NABO-Halbschwergewicht-Titelverteidigung                                                                | Sieg / Aufgabe 10. Runde                      |
| 2009                                                      | 2. Dezember   | Acer Arena, Sydney, Australien                            | Danny Green IBO-Cruisergewicht-Weltmeisterschaft                                                                      | Niederlage / TKO 1. Runde                     |
| 2010                                                      | 3. April      | Mandalay Bay Resort and Casino, Las Vegas, USA            | Bernard Hopkins | Punktniederlage (einstimmig) / 12 Runden      |
| 2011                                                      | 21. Mai       | Dynamo Palace of Sports in Krylatskoye, Moskau, Russland  | Denis Lebedew | Niederlage / KO 10. Runde                     |
| 2011                                                      | 10. Dezember  | Civis Center, Atlanta (Georgia), USA                      | Max Alexander UBO-Intercontinental Cruisergewicht-Meisterschaft                                                       | Punktsieg (einstimmig) / 10 Runden            |
| 2012                                                      | 30. Juni      | Atlas Arena, Lódz, Polen                                  | Paweł Głażewski | Punktsieg (Mehrheitsentscheidung) / 10 Runden |
| 2013                                                      | 21. Dezember  | Dynamo Palace of Sports in Krylatskoye, Moskau, Russland  | Zine Eddine Benmakhlouf vakante WBU-Cruisergewicht-Weltmeisterschaft                                                  | Punktsieg (einstimmig) / 12 Runden            |
| 2014                                                      | 26. Juli      | Kipsala Exhibition Centre, Riga, Lettland                 | Courtney Fry WBU-Cruisergewicht-Titelverteidigung                                                                     | Sieg / Aufgabe 5. Runde                       |
| 2014                                                      | 26. September | Basket Hall, Krasnodar, Russland                          | Hany Atiyo WBU-Cruisergewicht-Titelverteidigung                                                                       | Sieg / KO 1. Runde                            |
| 2015                                                      | 6. März       | Cabarrus Arena, Concord (North Carolina), USA             | Willie Williams | Sieg / TKO 2. Runde                           |
| 2015                                                      | 28. März      | Pensacola Bay Center, Pensacola (Florida), USA            | Paul Vasquez WBU-Cruisergewicht-Titelverteidigung                                                                     | Sieg / TKO 1. Runde                           |
| 2015                                                      | 16. August    | Foxwoods Resort, Mashantucket, USA                        | Eric Watkins | Sieg / KO 6. Runde                            |
| 2015                                                      | 12. Dezember  | VTB Arena, Moskau, Russland                               | Enzo Maccarinelli | Niederlage / KO 4. Runde                      |
| 2017                                                      | 17. Februar   | Chase Center, Wilmington, Delaware, USA                   | Bobby Gunn vakante WBF-Cruisergewicht-Weltmeisterschaft                                                               | Sieg / TKO 8. Runde                           |
| 2018                                                      | 8. Februar    | Civic Center, Pensacola, USA                              | Scott Sigmon vakante WBU-Cruisergewicht-Weltmeisterschaft                                                             | Punktsieg (einstimmig) / 10 Runden            |
| Quelle: Roy Jones junior in der BoxRec-Datenbank          |               |                                                           | |                                               |

## Ehrungen
- 1994: „Ring Magazine Boxer des Jahres“
- 1997: Wahl zum „#1 Pound-for-Pound Boxer of All-Time“
- 1990–2000: Wahl zum „Boxer des Jahrzehnts“ von der Boxing Writers Association of America

## Musik
2001 gründete Jones seine eigene Plattenfirma mit dem Namen „Body Head Entertainment“; als Debütsingle brachte er Ya’ll must’ve forgot heraus. 2004 gründete er die Band Body Head Bangerz.

## Sonstiges
Roy Jones junior wirkte im Film Matrix Reloaded als Darsteller des Charakters „Captain Ballard“ mit. Außerdem hatte er einen Kurzauftritt in Da Block Party und in Im Auftrag des Teufels. Des Weiteren hatte er 1996 zwei Gastauftritte in der Sitcom Eine schrecklich nette Familie, in denen er sich selbst spielte. 2012 spielte er im Film Universal Soldier: Day of Reckoning die Rolle des Mess Hall Unisol. Im Film Zwei vom alten Schlag spielte er sich wieder selbst.
Im August 2015 nahm Roy Jones an einer Show auf der ein Jahr zuvor von Russland annektierten Halbinsel Krim teil; zuvor hatte er sich in Sewastopol mit Wladimir Putin getroffen und diesen nach Angaben des Kreml um einen russischen Pass gebeten. In der Folge erhielt er die russische Staatsbürgerschaft am 12. September per Dekret.